# Cephalodella edax
Cephalodella edax är en hjuldjursart som beskrevs av Hollowday 1993. Cephalodella edax ingår i släktet Cephalodella och familjen Notommatidae. Inga underarter finns listade i Catalogue of Life.